# Орозбеков, Тенти
Тенти Орозбеков (1922, Каракол, Семиреченская область — 24 октября 1978, Фрунзе) — советский хозяйственный, государственный и политический деятель.

## Биография
Родился в 1922 году в Пржевальске. Член КПСС.
С 1941 года — на хозяйственной, общественной и политической работе. В 1941—1978 гг. — учитель, комсомольский работник, заместитель заведующего Иссык-Кульским облоно, первый секретарь Иссык-Кульского обкома ЛКСМ Киргизии, заместитель заведующего отделом Иссык-Кульского обкома КП Киргизской ССР, первый секретарь Пржевальского райкома КП Киргизской ССР, ответработник ЦК КП Киргизской ССР, первый секретарь Джеты-Огузского райкома КП Киргизской ССР, парторг Пржевальского и Тюпского производственных колхозно-совхозных управлений, первый секретарь Тюпского райкома КП Киргизской ССР, министр заготовок Киргизской ССР.
Избирался депутатом Верховного Совета СССР 7-го созыва, Верховного Совета Киргизской ССР 6-го, 8-го и 9-го созывов.
Делегат XXIII съезда КПСС.
Умер во Фрунзе в 1978 году.